# Metolazon
Metolazon ist eine chemische Verbindung aus der Gruppe der Benzolsulfonamide.

## Gewinnung und Darstellung
Metolazon kann durch eine mehrstufige Reaktion gewonnen werden. Diese beginnt mit der Kondensation von Chloramin mit Chlorameisensäureethylester zu 5-Chlor-N-ethoxycarbonyl-2-methylamin, welches durch Chlorsulfonierung zu 4-Aminosulfonyl-N-ethoxy-carbonyl-2-methylamin ungesetzt wird. Durch die folgende Oxidation des Zwischenproduktes mit Kaliumpermanganat und Umsetzung mit Thionylchlorid entsteht 6-Aminosulfonyl-7-chlor-isatinsäureanhydrid, das mit 2-Methylanilin zu 2-Amino-5-aminosulfonyl-4-chlor-o-tolyl-benzamid kondensiert wird. Die finale Reaktion mit Acetaldehyddimethylacetal/Schwefelsäure ergibt dann Metolazon.

## Eigenschaften
Metolazon ist ein weißer Feststoff, der wenig löslich in Wasser ist und in mehreren polymorphen Formen bzw. Modifikationen auftritt.

## Verwendung
Metolazon ist ein oral verabreichtes, relativ starkes und lang wirkendes Diuretikum und Natriuretikum mit minimaler kaliuretischer Wirkung. Viele seiner pharmakologischen Eigenschaften sind mit denen der Thiaziddiuretika vergleichbar. Seine Wirkung setzt nach etwa 1 Stunden ein und hält etwa 12 bis 24 Stunden an. Die Verbindung kommt häufig erst bei Versagen der Standarddiuretika zur Anwendung.